# 방탄플라스틱
방탄플라스틱은 폴리카보네이트를 소재로 사용해 방탄이 되는 플라스틱을 만든 것이다. 방탄유리보다 훨씬 강하며, 파편도 거의 튀지 않는다.  과거 스폰지(방송)에 나온 적이 있었다. 현재 국가 원수의 차량, 국가 원수의 자택, 고위급 관리들의 자택이나 자동차에 유리 대용으로 사용되고 있다.